# This Is Regina!
This Is Regina! è il sesto album in studio della cantante statunitense Regina Belle, pubblicato nel 2001.

## Tracce
1. Oooh Boy
2. Let Me Hold You
3. From Now On
4. La Da Di
5. Gotta Get Over This Love
6. Don't Wanna Go Home
7. Someone Who Needs Me
8. Take My Time
9. Johnny's Back
10. You Said
11. Gotta Go Back
12. What If